# Deeringia polysperma
Deeringia polysperma là loài thực vật có hoa thuộc họ Dền. Loài này được (Roxb.) Moq. mô tả khoa học đầu tiên năm 1849.